# Szafranki (Ostróda)
Szafranki (deutsch Henriettenhof) ist ein Ort in der polnischen Woiwodschaft Ermland-Masuren. Er gehört zur Gmina Ostróda (Landgemeinde Osterode in Ostpreußen) im Powiat Ostródzki (Kreis Osterode in Ostpreußen).

## Geographische Lage
Szafranki liegt im Westen der Woiwodschaft Ermland-Masuren unmittelbar an der Stadtgrenze von Ostróda (deutsch Osterode in Ostpreußen). Bis zum Zentrum der Kreisstadt sind es zwei Kilometer.

## Geschichte
Das Gut Henriettenhof hieß bis zum 9. Februar 1850 Abbau Saffran, danach bis vor 1895 Heinriettenhof. Bis 1945 war es ein Wohnplatz von Buchwalde (polnisch Kajkowo) im Kreis Osterode in Ostpreußen.
In Kriegsfolge kam Henriettenhof 1945 mit dem gesamten südlichen Ostpreußen zu Polen und erhielt die polnische Namensform „Szafranki“. Heute ist der Ort eine Ortschaft im Verbund der Landgemeinde Ostróda (Osterode i. Ostpr.) im Powiat Ostródzki (Kreis Osterode in Ostpreußen), bis 1998 der Woiwodschaft Olsztyn, seither der Woiwodschaft Ermland-Masuren zugehörig.

## Kirche
Bis 1945 war Henriettenhof in die evangelische Landkirche Osterode in der Kirchenprovinz Ostpreußen der Kirche der Altpreußischen Union, außerdem in die römisch-katholische Kirche der Kreisstadt eingepfarrt.
Heute gehört Szafranki evangelischerseits weiterhin zu Ostróda, katholischerseits nun aber zur Pfarrei Kajkowo (Buchwalde) im Dekanat Ostróda Wschód (Osterode Ost) im Erzbistum Ermland.

## Verkehr
Szafranki ist von Ostróda und auch von Kajkowo aus in nur zwei Kilometern direkt zu erreichen. Ostróda ist die nächste Bahnstation und liegt an der von Posen bis an die Grenze zum russischen Oblast Kaliningrad (Königsberger Gebiet) führenden Bahnstrecke Toruń–Tschernjachowsk.